# Sturton by Stow
Sturton by Stow – wieś w Anglii, w hrabstwie Lincolnshire, w dystrykcie West Lindsey. Leży 13 km na północny zachód od Lincoln i 204 km na północ od Londynu.